# Miedniewice (gromada w powiecie skierniewickim)
Miedniewice – dawna gromada, czyli najmniejsza jednostka podziału terytorialnego Polskiej Rzeczypospolitej Ludowej w latach 1954–1972.
Gromady, z gromadzkimi radami narodowymi (GRN) jako organami władzy najniższego stopnia na wsi, funkcjonowały od reformy reorganizującej administrację wiejską przeprowadzonej jesienią 1954 do momentu ich zniesienia z dniem 1 stycznia 1973, tym samym wypierając organizację gminną w latach 1954–1972.
Gromadę Miedniewice siedzibą GRN w Miedniewicach utworzono – jako jedną z 8759 gromad na obszarze Polski – w powiecie skierniewickim w woj. łódzkim, na mocy uchwały nr 39/54 WRN w Łodzi z dnia 4 października 1954. W skład jednostki weszły obszary dotychczasowych gromad Budy Grabskie, Grabina, Ruda, Samice i Miedniewice (z wyłączeniem serwitutów wsi Miedniewice) oraz serwituty wsi Skierniewki Lewej z dotychczasowej gromady Starbacicha ze zniesionej gminy Skierniewka w tymże powiecie. Dla gromady ustalono 22 członków gromadzkiej rady narodowej.
31 grudnia 1959 z gromady Miedniewice wyłączono część gruntów byłego majątku Skierniewice o powierzchni 171,33 ha, część gruntów zaserwitutowych Skierniewka Prawa o powierzchni 23,66 ha oraz grunty przyległe do ulicy Mszczonowskiej o powierzchni 12,43 ha, włączając je do miasta Skierniewice.
Gromada przetrwała do końca 1972 roku, czyli do kolejnej reformy gminnej.